# 13 Геркулеса
13 Геркулеса (лат. 13 Herculis), HD 146279 — одиночная звезда в созвездии Геркулеса на расстоянии приблизительно 356 световых лет (около 109 парсек) от Солнца. Видимая звёздная величина звезды — +7,558m. Возраст звезды определён как около 1,5 млрд лет.

## Характеристики
13 Геркулеса — жёлто-белая звезда спектрального класса F0. Масса — около 1,5 солнечной, радиус — около 2,042 солнечных, светимость — около 6,6 солнечных. Эффективная температура — около 6993 K.

## Планетная система
В 2019 году учёными, анализирующими данные проектов HIPPARCOS и Gaia, у звезды обнаружена планета.